# Киселевич, Лев Николаевич
Лев Николаевич Киселевич (7 (20) августа 1905 — 3 марта 1998) — советский архитектор и дизайнер интерьеров.

## Биография
Лев Николаевич Киселевич родился 7 (20) августа 1905 года в семье русского потомственного врача Киселевича Николая Николаевича, дворянина Черниговской губернии. В 1930 году окончил Киевский художественный институт. В 1930-е гг. работал в Киеве. В послевоенное время работал в ЦНИИЭПжилища в Москве. В 1931—1932 гг. спроектировал совместно с И. Каракисом жилой дом для профессорско-преподавательского состава лесотехнического института в Голосеево (строится в 1932—1933). В 1934—1937 гг. был спроектирован и построен жилой дом в Киеве на ул. Льва Толстого, № 15. Киселевич в соавторстве с И. Каракисом и Н. B. Холостенко принадлежал также ранний, не реализованный проект универмага на углу Крещатика и улицы Б. Хмельницкого, № 38 / 2, предусматривавший появление крупномасштабных скульптур или скульптурных групп, 1930-е гг.
Член Союза архитекторов СССР с 1934 года. Член КПСС с 1952 года. В 1948 году защитил диссертацию на степень кандидата архитектуры на тему «Архитектурные детали из дерева в массовом строительстве».
Два сына, 1939 и 1941 годов рождения. Оба живут в Москве.

## Избранные публикации
- Б. Р. Рубаненко, Л. Н. Киселевич, Б. Ю. Бранденбург; под ред. Б. Р. Рубаненко. Эстетика массового индустриального жилища — М. : Стройиздат, 1984. — 208 с. ГРНТИ 81.95.03 УДК 728
- Обрамление оконных проемов деревянных зданий / Академия архитектуры СССР , Институт архитектурных массовых сооружений; сост. Л. Н. Киселевич. — М.: Издательство Академии архитектуры СССР, 1946. — 6 с.: ил. + 42 л. — (Архитектурные детали / под общ. ред. Н. П. Былинкина; вып. 1).
- Входы из дерева в массовом малоэтажном строительстве / Академия архитектуры СССР , Институт архитектурных массовых сооружений; сост. Л. Н. Киселевич. — М.: Издательство Академии архитектуры СССР, 1947. — 6 с. + 46 л. — (Архитектурные детали: альбом / под общ. ред. Н. П. Былинкина; вып. 2)[4]
- Киселевич Л. Н.. Развитие типизации в многоэтажном жилищном строительстве: на примерах Киева, Минска, Сталинграда, Запорожья и Магнитогорска / Акад. строительства и архитектуры СССР, Науч.-исслед. ин-т жилища. 1958[5].
- Киселевич Л. Н., Рабинович И. Л. Развитие типизации в жилищном строительстве. На примерах Киева, Минска, Сталинграда, Запорожья и Магнитогорска / Академия строительства и архитектуры СССР. Научно-исследовательский институт жилища. — М.: Госстройиздат, 1958. — 156 с.
- Рабинович И. Л., Киселевич Л. Н. К вопросу о разработке социальной модели жилища // Социальные предпосылки формирования города будущего: сб. — М.: ЦНТИ по гражд. строительству и архитектуре, 1967.
- Киселевич Л. Н., Коссаковский В. А. и др. Жилищное строительство в условиях жаркого климата за рубежом. — М.: Стройиздат, 1965. − 31 с.
- Киселевич Л. Н., Рабинович И. Л. Композиция массовых жилых домов и ансамбля застройки. / Под общ. ред. Б. Р. Рубаненко. — М.: Стройиздат, 1973. — 183 с.[6]
- Лев Николаевич Киселевич, В. А. Коссаковский, О. И. Ржехина. Гостиницы за рубежом. Гос. издат. литературы по строительству, архитектуре и строительным материалам, 1961—212 стр.[7][8]